# Ethernet Automatic Protection Switching
Ethernet Automatic Protection Switching (EAPS) é usado para criar uma topologia tolerante a falha configurando um caminho primário e um secundário para cada Virtual LAN.
Foi desenvolvido pela empresa norte-americana Extreme Networks. A idéia é prover uma rede layer 2 (sem roteamento) em anel de alta disponibilidade (comumente usada em Metro Ethernet (redes urbanas). Outras implementações incluem, Ethernet Protection Switching Ring (EPSR) da Allied Telesis e "Rapid Ring Protect Protocol"[RRPP] da Huawei/H3C.

## Operação
Um anel é formado configurando um domínio (Domain). Cada dominio tem um único "nó principal"(master node) e vários nós de trânsito (transit nodes). Cada nó terá uma porta primária e uma porta secundária, ambos habilitados a enviar tráfego de controle ao nó mestre. Sob operação normal só a porta primária no nó mestre é usado para evitar loops (a porta secundária é bloqueada para todo trafego que não for de controle).
Quando há uma situação de queda de conexão, os dispositivos que detectam a falha enviam uma mensagem de controle ao master, e o master então desbloqueará a porta secundária e instrui os Transit a atualizar suas bases de dados. Os próximos pacotes enviados pela rede então podem ser direcionados para a porta secundária (agora habilitada) sem qualquer perturbação na rede. 
Os tempos de falha (fail-over) são demonstravelmente em cerca de 50ms.
O mesmo switch pode pertencer a múltiplos domínios e assim múltiplos anéis. No entanto, estes agem como entidades independentes e pode ser controlado individualmente.

## EAPS v2
EAPSv2 é configurado e é habilitado para evitar o potencial de super-loops em ambientes onde múltiplos domínios de EAPS compartilham um link comum. EAPSv2 trabalha usando o conceito de um mecanismo controlador e de parceiro. O estado da porta compartilhada é verificada usando PDUs de saúde trocados pelo Controlador e Parceiro. Quando um link compartilhado cai, o controlador configurado abrirá só uma porta de segmento para cada uma das VLANs protegidas, mantendo todas as outras portas de segmento num estado que bloqueio. Este estado é mantido contanto que o controlador não consegue para receber os PDUs de saúde sobre o link compartilhado em falha.
Embora não suportado pela ExtremeNetworks, é possível completar este link compartilhado com não EAPS (mas etiqueta ciente) switches entre o Controlador e Parceiro.
Quando o elo compartilhado é restaurado, o controlador então pode desbloquear suas portas, os mestres verão seus pacotes hello, e os anéis serão protegidos por seus mestres respectivos.